# سوزان كي. فيليبس
سوزان كي. فيليبس (بالإنجليزية: Susan K. Phillips)‏ (1831 في المملكة المتحدة - 1897 في المملكة المتحدة)؛ كاتِبة وشاعرة بريطانية.